# Peter Marshall (Squashspieler)
Peter Marshall (* 12. Mai 1971 in Nottingham) ist ein ehemaliger englischer Squashspieler.

## Karriere
Peter Marshall war ab 1990 auf der PSA World Tour aktiv und gewann auf dieser in seiner Karriere fünf Titel. 1994 stand Marshall im Finale der Weltmeisterschaft, das er gegen Jansher Khan verlor. Marshall wurde drei Mal Englischer Landesmeister (1992, 1994 und 2000). Jeweils den zweiten Platz belegte er 1993 bei den Super Series Final in der Schweiz und 1995 bei den British Open. Seine höchste Platzierung in der Weltrangliste war Position zwei. Mit der englischen Nationalmannschaft wurde er mehrfach Europameister sowie 1997 Weltmeister. Ein Jahr nach seinem WM-Finale erkrankte Marshall schwer: die Diagnose lautete Chronisches Fatigue-Syndrom, weshalb er zwei Jahre lang nicht in der Lage war, Spiele zu bestreiten. Zwar kam es zu einem Comeback und Marshall drang 1999 ein letztes Mal in die Top Ten der Weltrangliste ein, allerdings konnte er nie wieder an seine frühere Form anknüpfen.
Marshall erregte durch seine Rückhandtechnik hohe Aufmerksamkeit, da er diese wie im Tennis mit beiden Händen schlug. Diese Technik war sehr umstritten, wurde aber von Marshall mit Perfektion angewandt.

## Erfolge
- Vizeweltmeister: 1994
- Weltmeister mit der Mannschaft: 1997
- Europameister mit der Mannschaft: 3 Titel (1990, 1991, 2000)
- Gewonnene PSA-Titel: 5
- Britischer Meister: 3 Titel (1992, 1994, 2000)